# انتسو تراپانی
انتسو تراپانی (ایتالیایی: Enzo Trapani؛ ‏ایتالیایی: [ˈɛntso]؛ ‏ ۲۲ اوت ۱۹۲۲–۱۴ نوامبر ۱۹۸۹) فیلم‌نامه‌نویس، طراح صحنه، تهیه‌کننده/کارگردان برنامه‌های تلویزیونی و کارگردان فیلم اهل ایتالیا بود. جذام سفید (۱۹۵۱) از جملهٔ فیلم‌های کارگردانی‌شده توسط تراپانی است.